# 森下竜一
森下 竜一（もりした りゅういち、1962年5月12日 - ）は医学博士。大阪大学大学院 医学系研究科臨床遺伝子治療学寄付講座教授、アンジェスMG創業者兼元取締役、メディカルアドバイザー。映画「日本独立」ではゼネラルプロデューサーを務める（森千里名義）。

## 来歴
岡山県総社市生まれ。実家は祖父の代から3代続く森下病院で、父方の祖父、母方の祖父母、両親、弟、弟の妻、妹、子供が医師。1981年3月、武蔵高等学校卒業。1987年3月、大阪大学医学部卒業。同年4月、同大医学部老年病講座大学院へ進学、1991年3月、同大大学院修了。同年8月、スタンフォード大学へ留学し、循環器科研究員として従事。1992年7月1日、アメリカ循環器学会特別研究員、1994年4月30日付にて、同大学循環器科客員講師に就任。1995年4月1日、日本学術振興会特別研究員となり、1998年に帰国し、同年10月16日付で母校である大阪大学医学部大学院医学系研究科遺伝子治療学兼任加齢医学 助教授に就任。2000年、香港大学客員教授に就任。2003年3月17日付にて、同大大学院医学系研究科臨床遺伝子治療学寄附講座教授に就任。
また、1998年、大学発のバイオベンチャー企業として、メドジーンバイオサイエンス社（現：アンジェスMG）を設立。2000年、同社の取締役を兼業。その後、2013年に取締役から退いたが、同社メディカルアドバイザーの立ち位置で同社に関与している。
2003年から2007年まで第1次小泉改造内閣時代の知的財産戦略本部本部員を担当。2013年1月23日、内閣府規制改革会議委員、健康医療戦略本部戦略参与、同年4月17日、大阪府市統合本部医療戦略会議参与に就任。2016年6月28日、大阪府2025年日本万博基本構想委員、2016年9月9日、内閣府規制改革推進会議委員を歴任。大阪市の特別顧問や大阪・関西万博の総合プロデューサーにも就任した。
2020年3月5日、アドバイザーを担当しているアンジェスとタカラバイオとで新型コロナウイルス感染症の感染を防ぐ、DNAプラスミドベースのワクチンを開発する事を発表。同年6月25日に第1/2相臨床試験を大阪市立大学医学部附属病院での実施を承認し、同病院と治験契約を締結し、2020年6月末から2021年7月末の期間で実施する事を発表した。このワクチン開発は、厚生労働省などから約75億円の補助金を受け、2020年4月に吉村洋文・大阪府知事が「（20年）9月にも実用化したい」と発言したことで注目を集めたが、2022年9月、アンジェス社は、臨床試験で効果を確認できなかったことを理由にワクチンの開発の中止を発表した。

## 著作

### 共著
- 森下竜一・桐山秀樹『アルツハイマーは脳の糖尿病だった』青春新書、2015年1月6日。ISBN 978-4413044417。
- 長谷川幸洋・森下竜一『新型コロナの正体 日本はワクチン戦争に勝てるか!?』ビジネス社、2020年5月23日。ISBN 978-4828421902。
- 森下竜一・長谷川幸洋『どうする!?感染爆発!! 日本はワクチン戦略を確立せよ!』ビジネス社、2020年8月26日。ISBN 978-4828421902。

## 出演番組

### テレビ
- その原因、Xにあり! （フジテレビ） - 2017年9月15日
- BSニュース 日経プラス10（BSテレ東） - 2020年4月10日
- 胸いっぱいサミット!（関西テレビ） - 2020年5月9日

### ラジオ
- 森下仁丹presents 森下竜一のバイオRadio!（Kiss FM KOBE）※サウンドクルー（パーソナリティ） - 2012年7月 -
- お早う! ニュースネットワーク（ニッポン放送） - 2020年5月19日、8月25日
- 辛坊治郎ズーム そこまで言うか!（ニッポン放送） - 2020年7月22日